# Бардере
Барде́ре, Барде́ра (сомал. Baardheere) — город в Сомали, расположен в провинции Гедо. Административный центр одноимённого округа.

## История
В 2009 году за город шли бои между вооружёнными силами Эфиопии и боевиками из Союза исламских судов.

## Географическое положение
Город расположен на высоте 93 метров над уровнем моря.

## Демография
В 2012 году в городе проживало 28 190 человек.